# Sassetot-le-Malgardé

Sassetot-le-Malgardé este o comună în departamentul Seine-Maritime, Franța. În 1 ianuarie 2022 avea o populație de 105 de locuitori.